# Bristol City Football Club
Il Bristol City Football Club, meglio noto come Bristol City, è una società calcistica inglese con sede nella città di Bristol. Milita nella Football League Championship, la seconda divisione del calcio in Inghilterra.
Fondato nel 1897, vanta quali maggiori risultati il secondo posto nel 1906-1907, il secondo posto nella FA Cup del 1908-1909 e la vittoria della Welsh Cup nel 1934, disputata pur essendo una squadra inglese e non gallese. Il soprannome del club è The Robins ("i pettirossi"). Un pettirosso compariva anche nel logo del club, che recentemente la dirigenza ha cercato di cambiare, salvo tornare subito sui propri passi data la feroce contestazione dei tifosi.

## Storia
Il club fu fondato nel 1894 con il nome di Bristol South End e si diede una forma professionistica nel 1897, quando fu ribattezzato Bristol City Football Club. Nel 1901 aderì alla English Football League. Dal 1894 e il 1987 i Robins (pettirossi) adottarono maglia e calzoncini blu oltremare, poi passarono al bianco, malgrado un tentativo di adozione del nero negli anni '50, subito abbandonato.
Dopo diverse stagioni in seconda divisione, da metà anni '30 a metà anni '50 gioca in terza divisione; tra i giocatori più rappresentativi di questi anni vi è Arnold Rodgers, autore di 195 presenze e 106 reti in partite di campionato tra il 1950 ed il 1956, e protagonista della vittoriosa Third Division 1954-1955. Successivamente gioca per oltre un decennio in seconda divisione.
Nel 1982 divenne la prima squadra inglese a subire tre retrocessioni consecutive e, poco prima di cadere nella Quarta Divisione, fallì. Una nuova società, il BCFC (1982), prese il posto della vecchia società e nel 1990 ottenne nuovamente la promozione in Seconda Divisione. Retrocessa nel 1995, ritornò in Seconda Divisione dopo tre anni, salvo retrocedere l'anno successivo. Fra il 1999 ed il 2006 il Bristol City ha navigato sempre nelle prime posizioni, tentando spesso il ritorno nella seconda divisione, conquistata nel 2006-2007.
Nella stagione 2007-2008 si piazzò quarto nella stagione regolare, superando poi il Crystal Palace nella semifinale dei play-off ed accedendo così allo spareggio contro l'Hull City, che si disputò a Wembley il 24 maggio 2008. Il successo avrebbe riportato i Robins nella massima serie, dalla quale mancavano dal 1980, ma da Wembley la squadra uscì sconfitta dalla rete di Dean Windass, che porta l'Hull City in Premier League per la prima volta nella sua storia.
Al termine della stagione 2014-15, dopo la vittoria nel campionato di Football League One, la squadra è stata nuovamente promossa in Football League Championship.

## Stadio
Il Bristol City gioca all'Ashton Gate, situato nella zona di Bristol chiamata Ashton/Bedminster. Lo stadio ha una capacità di circa 21.497 posti. La dirigenza sta progettando di ampliare lo stadio fino a raggiungere i 30.000 posti.

## Allenatori
- 1897-1910:  Sam Hollis (1897-1899),  Robert Campbell (1899-1901),  Sam Hollis (1901-1905),  Harry Thickett (1905-1910)
- 1910-1929:  Frank Bacon (1910-1911),  Sam Hollis (1911-1913),  George Hedley (1913-1917),  Jack Hamilton (1917-1919),  Joe Palmer (1919-1921),  Alex Raisbeck (1921-1929)
- 1929-1960:  Joe Bradshaw (1929-1932),  Bob Hewison (1932-1949),  Bob Wright (1949-1950),  Albert Beasley (1950-1958),  Peter Doherty (1958-1960)
- 1960-1990:  Fred Ford (1960-1967),  Alan Dicks (1967-1980),  Bob Houghton (1980-1982),  Roy Hodgson (1982),  Terry Cooper (1982-1988),  Joe Jordan (1988-1990)
- 1990-2000:  Jimmy Lumsden (1990-1992),  Denis Smith (1992-1993),  Russell Osman (1993-1994),  Joe Jordan (1994-1997),  John Ward (1997-1998),  Benny Lennartsson (1998-1999),  Tony Pulis (1999),  Tony Fawthrop & David Burnside (2000)
- 2000-2020:  Danny Wilson (2000-2004),  Brian Tinnion (2004-2005),  Gary Johnson (2005-2010),  Steve Coppell (2010), Keith Millen (2010-2011),  Steve Cotterill (2013-2016),  Lee Johnson (2016-2020),  Dean Holden (2020-2021),  Nigel Pearson (2021-)

## Palmarès
Nella Coppa d'Inghilterra come massimo traguardo ha raggiunto la finale contro il Manchester United, giocata a Londra nello stadio del Crystal Palace, persa per 1-0 il 26 aprile 1909, mentre giocò e vinse la Coppa di Galles nel 1934, battendo il Tranmere Rovers per 3-0.
In campionato il massimo traguardo risale alla lontana stagione 1906/07, quando il team bianco-rosso arrivò secondo in campionato, dietro solo al Newcastle United.
Altri successi sono la vittoria della Seconda Divisione nel 1905-06, la Terza Divisione Sud vinta per tre volte, la Football League Trophy nel 1986 e nel 2003 e la Coppa Anglo-Scozzese del 1978.

### Competizioni nazionali
- Football League Trophy: 3

1985-1986, 2002-2003, 2014-2015
- Coppa del Galles: 1

1933-1934
- Campionato inglese di seconda divisione: 1

1905-1906
- Third Division South: 3

1922-1923, 1926-1927, 1954-1955
- Football League One: 1

2014-2015

### Competizioni internazionali
- Coppa anglo-scozzese: 1

1977-1978

### Competizioni regionali
- Somerset Premier Cup: 8

1956-1957, 1963-1964, 1970-1971, 1971-1972, 1974-1975, 1990-1991, 1999-2000, 2003-2004

## Statistiche

### Partecipazioni ai campionati
| Livello | Categoria                                              | Partecipazioni | Debutto   | Ultima stagione | Totale |
| ------- | ------------------------------------------------------ | -------------- | --------- | --------------- | ------ |
| 1º      | First Division / Premier League                        | 9              | 1906-1907 | 1979-1980       | 9      |
| 2º      | Second Division / Football League Championship         | 58             | 1901-1902 | 2025-2026       | 58     |
| 3º      | Third Division / Second Division / Football League One | 42             | 1922-1923 | 2014-2015       | 42     |
| 4º      | Fourth Division / Third Division / Football League Two | 2              | 1982-1983 | 1983-1984       | 2      |

## Organico

### Rosa 2025-2026
Aggiornata al 13 agosto 2025.
| N. |                        | Ruolo | Calciatore    |
| -- | ---------------------- | ----- | ------------- |
| 1  | Irlanda (bandiera)     | P     | Max O'Leary   |
| 2  | Scozia (bandiera)      | D     | Ross McCrorie |
| 3  | Inghilterra (bandiera) | D     | Cameron Pring |
| 4  | Scozia (bandiera)      | D     | Kal Naismith  |
| 5  | Inghilterra (bandiera) | D     | Rob Atkinson  |
| 6  | Inghilterra (bandiera) | C     | Max Bird      |
| 7  | Giappone (bandiera)    | C     | Yū Hirakawa   |
| 8  | Inghilterra (bandiera) | C     | Joe Williams  |
| 9  | Francia (bandiera)     | A     | Fally Mayulu  |
| 10 | Inghilterra (bandiera) | C     | Scott Twine   |
| 11 | Albania (bandiera)     | C     | Anis Mehmeti  |
| 12 | Irlanda (bandiera)     | C     | Jason Knight  |
| 13 | Inghilterra (bandiera) | P     | Joe Lumley    |
| 14 | Kenya (bandiera)       | D     | Zak Vyner     |
| 15 | Irlanda (bandiera)     | D     | Luke McNally  |
| 16 | Inghilterra (bandiera) | D     | Rob Dickie    |

| N. |                        | Ruolo | Calciatore           |
| -- | ---------------------- | ----- | -------------------- |
| 17 | Irlanda (bandiera)     | C     | Mark Sykes           |
| 18 | Danimarca (bandiera)   | A     | Emil Riis            |
| 19 | Inghilterra (bandiera) | D     | George Tanner        |
| 20 | Inghilterra (bandiera) | A     | Sam Bell             |
| 22 | Canada (bandiera)      | D     | Jamie Knight-Lebel   |
| 23 | Serbia (bandiera)      | P     | Stefan Bajic         |
| 24 | Inghilterra (bandiera) | D     | Haydon Roberts       |
| 25 | Italia (bandiera)      | A     | Ephraim Yeboah       |
| 26 | Inghilterra (bandiera) | C     | Josh Stokes          |
| 27 | Inghilterra (bandiera) | A     | Harry Cornick        |
| 28 | Irlanda (bandiera)     | C     | Adam Murphy          |
| 30 | Irlanda (bandiera)     | A     | Sinclair Armstrong   |
| 31 | Inghilterra (bandiera) | C     | Elijah Morrison      |
| 32 | Galles (bandiera)      | P     | Lewis Thomas         |
| 33 | Inghilterra (bandiera) | D     | Josh Campbell-Slowey |